# Bierné

Bierné este o comună în departamentul Mayenne, Franța. În 2009 avea o populație de 673 de locuitori.